# António Manuel Grincho Ribeiro
António Manuel Grincho Ribeiro (m. Lisboa, 9 de Março de 2019), foi um político português.

## Biografia

### Formação e carreira profissional e política
Concluiu uma licenciatura em direito. Trabalhou para o antigo banco Banco Pinto & Sotto Mayor.
Ocupou a função de presidente da Câmara Municipal de Castelo de Vide durante três mandatos sucessivos, entre 2001 e 2013, tendo sido o primeiro presidente da autarquia eleito pelo Partido Social Democrata. Foi reeleito em 2005 com maioria absoluta, e em 2009. Nas eleições de 2013, foi substituido por António Pica, que tinha sido vice-presidente desde 2001.
Em 2018, o Tribunal de Contas confirmou uma queixa de 2011 da Provedoria da Justiça, sobre irregularidades na contratação de um funcionário pela autarquia de Castelo de Vide, tendo um dos acusados sido Manuel Grincho Ribeiro. Os acusados alegaram que o processo de contratação foi feito de acordo com as instruções da Provedoria de Justiça, e que este caso resultou de lacunas na legislação e de problemas de interpretação da Lei de 2010, devido à falta de um técnico superior de direito na autarquia.

### Falecimento
Faleceu em 9 de Março de 2019, na cidade de Lisboa, aos 73 anos de idade, devido a um doença cardíaca. Casou com Maria José Ribeiro, que faleceu em Maio de 2015, e teve um filho, Renato Rosado Grincho Ribeiro. O funeral teve lugar em 11 de Março, em Castelo de Vide.

## Homenagens
Na altura do seu falecimento, foi recordado pelo presidente da autarquia de Castelo de Vide, António Pita, e pelo dirigente regional do Partido Social Democrata, que destacaram o seu longo mandato como presidente da câmara.